# Speonemobius litoreus
Speonemobius litoreus är en insektsart som beskrevs av Vannini och Chelazzi 1978. Speonemobius litoreus ingår i släktet Speonemobius och familjen syrsor. Inga underarter finns listade i Catalogue of Life.